# Colisée Jean-Béliveau
Érigé en 1966, le colisée Jean-Béliveau (nommé en l'honneur du célèbre joueur de hockey Jean Béliveau) a accueilli durant de nombreuses années du hockey de la LHJMQ. Aujourd'hui on y retrouve du hockey de la LHJAAAQ (junior tier-2).